# 荒畑車站
荒畑車站（日语：／ Arahata eki */?）是位於愛知縣名古屋市昭和區鶴舞四丁目。為名古屋市營地下鐵鶴舞線的車站之一。車站編號為T11。

## 車站結構

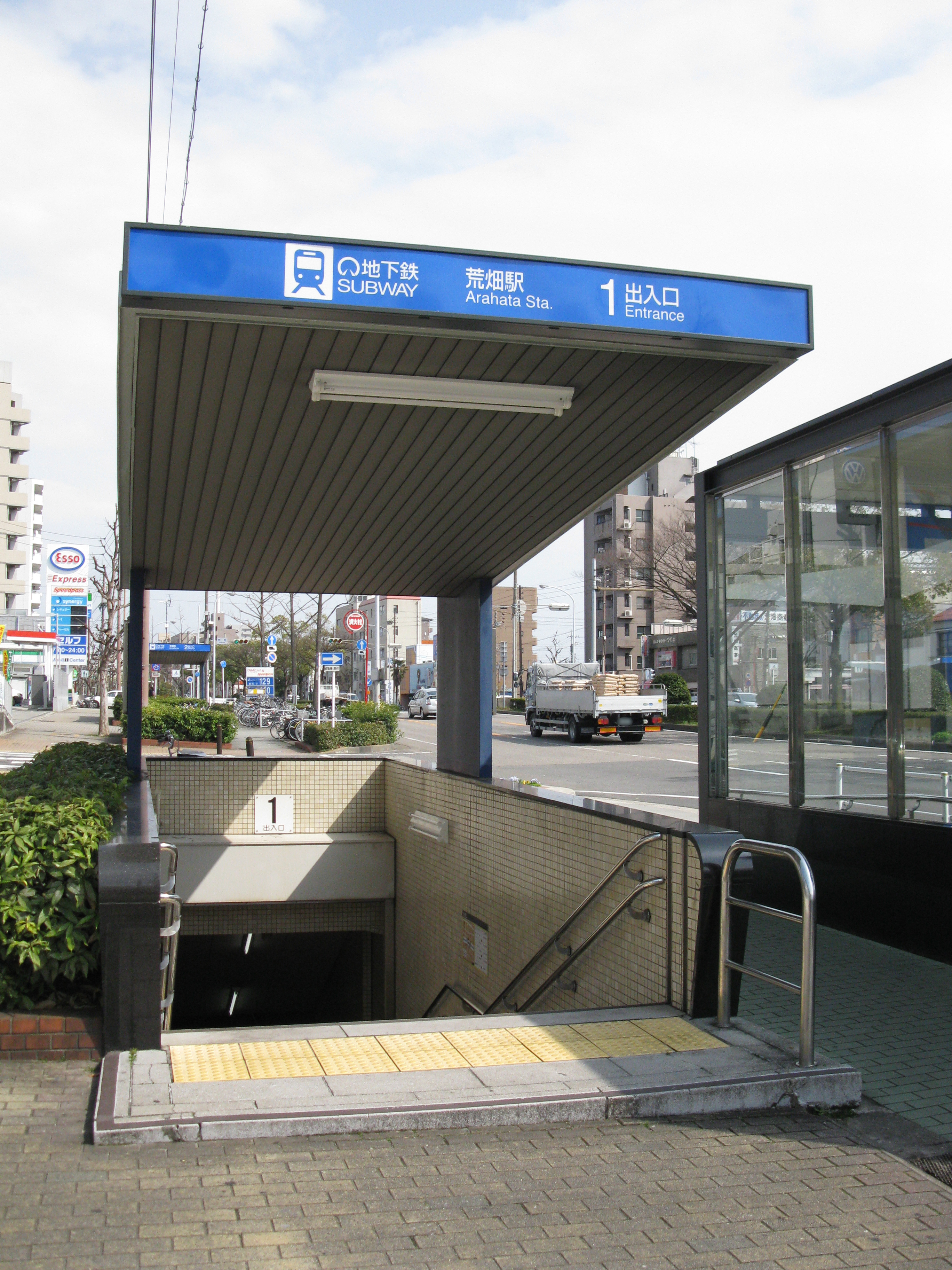
1號出入口(2010年3月)

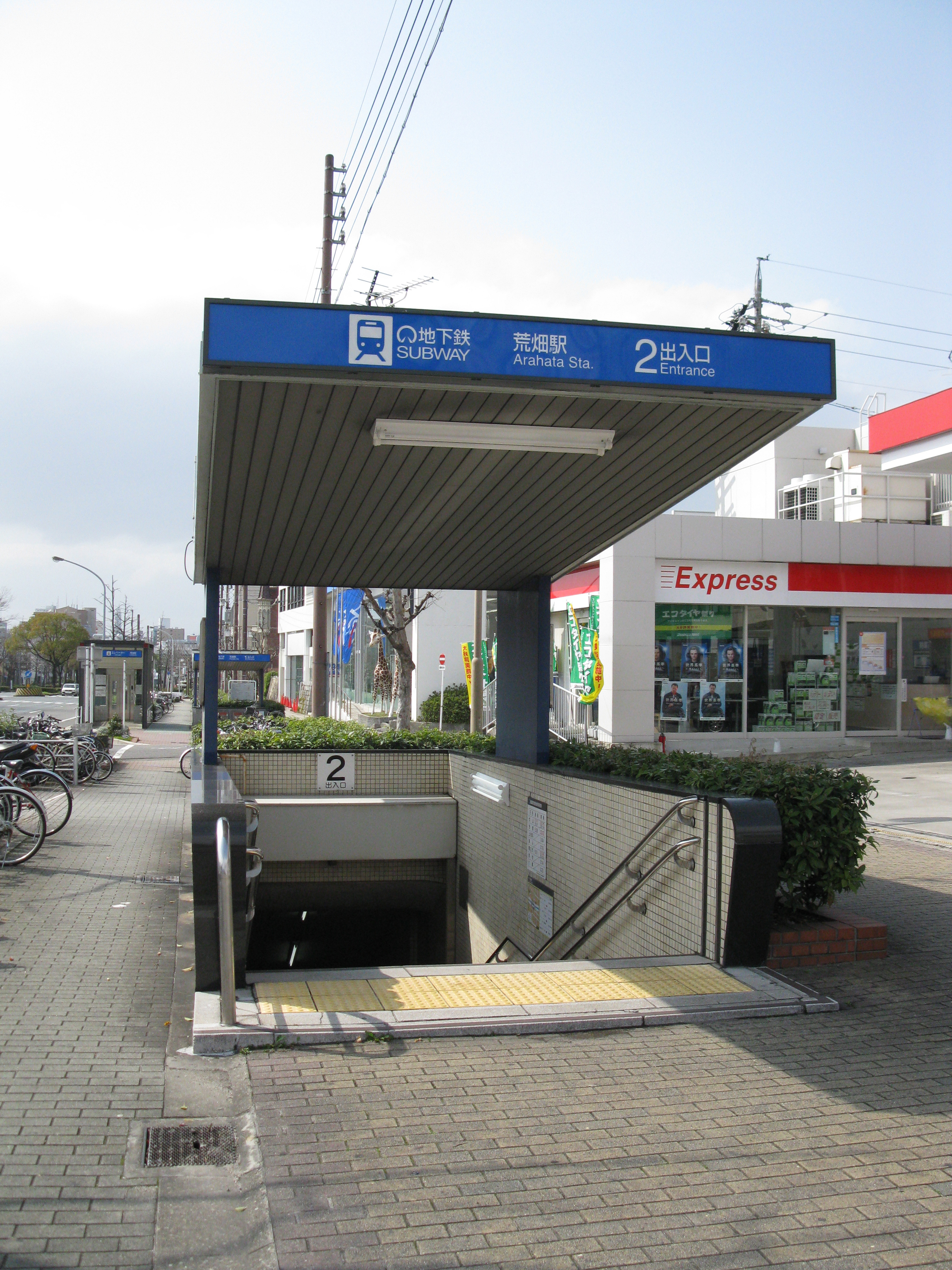
2號出入口(2010年3月)

為擁有2面2線之側式月台之地下車站。

### 月台配置
| 月台 | 路線   | 目的地                   |
| ---- | ------ | ------------------------ |
| 1    | 鶴舞線 | 八事、赤池、豐田市方向   |
| 2    | 鶴舞線 | 伏見、上小田井、犬山方向 |

## 相鄰車站
名古屋市營地下鐵
 鶴舞線
鶴舞（T10）－荒畑（T11）－御器所（T12）

## 外部連結
- 荒畑 - 名古屋市交通局